# Hugo Broch
Hugo Broch (6 de Janeiro de 1922 - ) é um piloto da Luftwaffe durante a Segunda Guerra Mundial que voou em 324 missões de combate, tendo abatido um total de 81 aeronaves inimigas na Frente Oriental, sendo destas, 18 Sturmoviks.

## Biografia
Entrou em serviço no dia 6 de Janeiro de 1943, quando foi enviado para a II./JG 54 que estava na Frente Oriental. O então Gefreiter Broch foi anexado a 6./JG 54. As suas primeiras missões de combate foram como sendo Kaczmarek de Horst Ademeit (166 vitórias, RK-EL) e de Heinrich "Bazi" Sterr (130 vitórias, RK).
Abateu a sua primeira aeronave no dia 7 de Março de 1943, mas não foi confirmada e logo em seguida, no dia 13 de Março de 1943, obteve a sua primeira vitória confirmada.

## Abates
Até o final de Julho, o seu total já havia chegado a sete vitórias confirmadas. No dia 28 de Agosto alcançou a 20ª vitórias e em 27 de Outubro de 1943, foi condecorado com o Ehrenpokal. No dia 6 de Novembro atingiu a 44ª vitória e em 26 de Novembro o então Unteroffizier Broch foi condecorado com a Cruz Germânica em Ouro.
Durante o Inverno até Junho de 1944, Broch havia se tornado instrutor na Ergänzungs-Jagdgruppe Ost, retornando ao combate no início de Agosto de 1944, sendo novamente designado para a 6./JG 54, tendo alcançado um total de 71 vitórias até o final de 1944. A partir de Novembro de 1944 foi enviado para a 8./JG 54 com base na área de Kurland, voou nesta unidade até o final da guerra.
O Feldwebel Broch foi condecorado com a Cruz de Cavaleiro da Cruz de Ferro após atingir a sua 79ª vitória no dia 12 de Março de 1945.

## Condecorações
- Cruz de Ferro 2ª e 1ª Classe
- Ehrenpokal - 27 de Outubro de 1943
- Cruz Germânica em Ouro - 26 de Novembro de 1943
- Cruz de Cavaleiro da Cruz de Ferro - 12 de Março de 1945[1]